# Góis (freguesia)
Góis is een plaats (freguesia) in de Portugese gemeente Góis en telt 2345 inwoners (2001).